# Frits Sano
Pour les articles homonymes, voir Sano (homonymie).
Frits (ou Fritz) Sano, né le 8 février 1871 à Anvers et décédé à Geel le 4 septembre 1946, est un médecin psychiatre et neurologue belge, connu pour sa prise de position en faveur de  l'eugénisme.

## Biographie
Frits Sano obtient son diplôme de médecine en 1895 à l'université libre de Bruxelles. Il complète sa formation en neurologie auprès de Hermann Oppenheim et en psychiatrie à La Salpétrière. Pendant vingt ans, il dirige la colonie familiale de Geel. Il fonde en 1902 à l'hôpital Stuyvenberg une école d'infirmières. Cet intérêt pour la formation du personnel soignant se traduit également par la publication d'un périodique Vlaamsche Verpleging.  Il est membre titulaire de la Société de médecine mentale de Belgique. En 1914, il s'exile pour quatre ans en Angleterre. Dans l'entre-deux-guerres, il est un des piliers du mouvement eugéniste belge.

## Publications
- (Article) Un cas d'amyotrophie progressive d'origine traumatique, 1899.
- L'adaptation du malade mental à son milieu (spécialement au point de vue de l'assistance familiale), rapport d'assistance, Congrès des médecins aliénistes et neurologistes de France et des pays de langue française, 28e session, Bruxelles, 1re-7 août 1924, Masson, 1924.